# 18996 Torasan
18996 Torasan è un asteroide della fascia principale. Scoperto nel 2000, presenta un'orbita caratterizzata da un semiasse maggiore pari a 3,1998129 UA e da un'eccentricità di 0,0354892, inclinata di 20,51782° rispetto all'eclittica.